# Ніколаус Раєвський
Ніколаус Раєвський (нім. Nikolaus Rajewsky; нар. 1968, Кельн, Німеччина) — німецький системний біолог, чиї дослідження спрямовані на з'ясування ролі малих та кільцевих некодуючих РНК у регуляції клітинних процесів, механізмів розвитку раку та інших захворювань. Він є професором системної біології у Центрі молекулярної медицини Макса Дельбрюка (MDC) і у Шаріте в Берліні, а у 2008 році заснував Берлінський інститут медичної системної біології (англ. “Berlin Institute for Medical Systems Biology” — BIMSB) в рамках Центру молекулярної медицини Макса Дельбрюка (MDC).

## Біографія

### Родина
Батько Ніколауса Раєвського — імунолог Клаус Раєвський, а мати — політолог Крістіан Раєвські. Дідусь Ніколауса Раєвського — український та німецький вчений-біофізик Борис Раєвський.

### Освіта
З 1988 до 1993 року Н. Раєвський вивчав математику та фізику в Кельнському університеті та у 1997 році здобув докторський ступінь за роботу з теоретичної фізики «Exact results for one-dimensional stochastic processes» (переклад: «Точні результати для одновимірних стохастичних процесів»).
До речі, з 1991 до 1996 року Раєвський вивчав фортепіано у Фольквангський університет мистецтв та закінчив навчання як «Künstlerischen Reifeprüfung».

### Період у США
Після отримання докторського ступеня спочатку він вирушив як постдоктор до Рутгерського університету у Нью-Джерсі, а з 1999 по 2002 — до Рокфеллерівського університету у Нью-Йорку як професор. До 2006 року працював на посаді доцента у Нью-Йоркському університеті.

### Повернення до Німеччини
У 2006 Раєвський повернувся до Німеччини та з того часу — професор Центру молекулярної медицини Макса Дельбрюка (MDC) у Берлін-Бух та Шаріте-Медичному університеті Берліна. У 2008 заснував Berlin Institute for Medical Systems Biology (BISMB) як частину Центру молекулярної медицини Макса Дельбрюка (MDC), початкове фінансування якого у розмірі 12 мільйонів євро надали BMBF та Сенат Берліна. У BIMSB проводяться комбіновані експериментальні та теоретичні дослідження різних рівнів регуляції експресії генів з метою інтеграції та отримання всебічного знання про фундаментальні питання системної медицини.

## Робота

### МікроРНК
Особливе значення у роботі Раєвського мають мікроРНК, малі некодуючі РНК, які відіграють значну роль у регуляції клітинних процесів, а отже мають значення у розвитку захворювань. Під керівництвом Раєвського була створена перша комп'ютерна програма, яка дозволяє ідентифікувати гени-мішені мікроРНК. За допомогою іншої технології можна визначити силу ефекту, який чинить мікроРНК на синтез білка. За його участі також розроблено метод «антагомір», за допомогою якого можна досягти специфічного та надійного пригнічення функції мікроРНК. Це є відправною точкою для розробки нових лікарських засобів.

### Кільцеві РНК
Найновіші дослідження Ніколауса Раєвського зосереджені на виявленні кільцевих РНК у різних організмів та в різних тканинах, а також з'ясуванню їх ролі та функцій.

## Відзнаки
- з 2008 протягом кількох років глобальний заслужений професор біології Нью-Йоркського університету
- 2008 Медаль IUBMB за визначні внески в біохімії
- 2008 Приз до річниці Німецького товариства біохімії та молекулярної біології, вручено Федерацією європейських біохімічних товариств (FEBS)[en]
- 2009 Наукова нагорода від мера Берліна
- з 2010 року ад'юнкт-професор факультету природничих наук Гумбольдтського університету Берліна
- 2010 року обраний членом Європейської організації молекулярної біології
- 2012 Премія Лейбніца від Німецького науково-дослідного товариства
- 2014 Почесний PhD з біології людини та медичної генетики у Римському університеті ла Сапієнца в Римі